# Petar Matić
Petar Matić (srbsko Петар Матић) - Dule, srbski general, narodni heroj Jugoslavije, * 7. julij 1920, Irig, † 4. oktober 2024, Beograd.

## Življenjepis
Leta 1940 je vstopil v KPJ in bil leta 1941 eden od prvoborcev-organizatorjev NOVJ. Vojno je končal kot poveljnik Sremske operativne cone.
Po osvoboditvi Beograda novembra 1944 je bil poslan na šolanje v Sovjetsko zvezo, kjer je 1945 godine končal Višjo vojno akademijo „Vorošilov“ in kasneje še Višjo vojno akademijo JLA (1954). Opravljal je različne zadolžitve v Jugoslovanski ljudski armadi — bil je komandant 51. vojvodinske i 4. krajiške divizije, načelnik Štaba korpusa in načelnik oddelka v Generalštabu JLA, mdr. načelnik Vojne šole.JLA, prvi namestnik Načelnika Generalštaba JLA, pomočnik Zveznega sekretarja za ljudsko obrambo ter podsekretar le-tega. Kasneje je bil predsednik Komisije za splošno ljudsko obrambo in družbeno samozaščtito pri Predsedstvu Centralnega komiteja ZKJ. Upokoljil se je 31. decembra 1980 s činom generalpolkovnika JNA.
Za člana Centralnega komiteja ZKJ je bil voljen od 5. kongresa 1948, na 7. kongresu SKJ pa za člana Stalnega dela Konference ZKJ ter bil član Opolnomočenstva CK ZKJ za JLA. Bil je ljudski poslanec Skupščine LR/SR Srbije in Zvezne skupščine v več sklicih. Med leti 1982 in 1986 je bil član Predsedstva CK ZKJ. Spomladi 1988 je bil izvoljen za predsednika Zveznega odbora ZZB NOV Jugoslavije, oktobra istega leta pa je bil odstavljen s tega položaja zaradi spora z vodstvom SR Srbije (Milošević). Kasneje je dal ostavko tudi na članstvo v CK ZKJ.
Do smrti v 105. letu starosti je bil zadnji živeči narodni heroj Jugoslavije.